# Identidad de polarización

Vectores implicados en la identidad de polarización.

En matemáticas, la identidad de polarización expresa el producto interior en cierto espacio normado en función de su norma. Denotando {\displaystyle \|x\|} la norma de vector x  y {\displaystyle \langle x,\ y\rangle } el producto interior de los vectores x e y, entonces el teorema en cuestión (atribuido a Fréchet, von Neumann y Jordan) establece:
En un espacio normado (V, {\displaystyle \|\cdot \|}), si se cumple la regla del paralelogramo, entonces  hay un producto interior en V tal que {\displaystyle \|x\|^{2}=\langle x,\ x\rangle }  para todo {\displaystyle x\in V}.

## Fórmula
Todas las formas siguientes están relacionadas por la regla del paralelogramo:
{\displaystyle 2\|{\textbf {u}}\|^{2}+2\|{\textbf {v}}\|^{2}=\|{\textbf {u}}+{\textbf {v}}\|^{2}+\|{\textbf {u}}-{\textbf {v}}\|^{2}.}
La identidad de polarización puede ser generalizada a varios contextos como el álgebra abstracta, el álgebra lineal, o el análisis funcional.

### Para espacios vectoriales con escalares reales
Si V es un espacio vectorial sobre los reales, entonces el producto interior definido por la identidad de polarización es
{\displaystyle \langle x,\ y\rangle ={\frac {1}{4}}\left(\|x+y\|^{2}-\|x-y\|^{2}\right)\ \forall \ x,y\in V\ .}

### Para espacios vectoriales con escalares complejos
Si V es un espacio vectorial complejo, el producto interior dado por la identidad de polarización será en este caso
{\displaystyle \langle x,\ y\rangle ={\frac {1}{4}}\left(\|x+y\|^{2}-\|x-y\|^{2}+i\|x-iy\|^{2}-i\|x+iy\|^{2}\right)\ \forall \ x,y\in V,}
donde {\displaystyle i} es la unidad imaginaria. Nótese que el producto interior así definido es anti-lineal en su primera componente y lineal en la segunda. Para seguir las definiciones convencionales, solo necesitamos tomar el complejo conjugado:
{\displaystyle \langle x,\ y\rangle ={\frac {1}{4}}\left(\|x+y\|^{2}-\|x-y\|^{2}-i\|x-iy\|^{2}+i\|x+iy\|^{2}\right)\ \forall \ x,y\in V}

### Otras formas para espacios vectoriales reales
La regla de paralelogramo puede usarse para derivar otras formas:
{\displaystyle {\begin{aligned}{\textbf {u}}\cdot {\textbf {v}}&={\frac {1}{2}}\left(\|{\textbf {u}}+{\textbf {v}}\|^{2}-\|{\textbf {u}}\|^{2}-\|{\textbf {v}}\|^{2}\right),&(1)\\[0.5em]{\textbf {u}}\cdot {\textbf {v}}&={\frac {1}{2}}\left(\|{\textbf {u}}\|^{2}+\|{\textbf {v}}\|^{2}-\|{\textbf {u}}-{\textbf {v}}\|^{2}\right),&(2)\\[0.5em]{\textbf {u}}\cdot {\textbf {v}}&={\frac {1}{4}}\left(\|{\textbf {u}}+{\textbf {v}}\|^{2}-\|{\textbf {u}}-{\textbf {v}}\|^{2}\right).&(3)\end{aligned}}}

## Aplicación a productos escalares

### Relación con el teorema del coseno
La segunda forma de la identidad de polarización puede ser escrita como
{\displaystyle \|{\textbf {u}}-{\textbf {v}}\|^{2}=\|{\textbf {u}}\|^{2}+\|{\textbf {v}}\|^{2}-2({\textbf {u}}\cdot {\textbf {v}}).}
Esto es la forma vectorial de la ley de los cosenos para el triángulo formado por los vectores u, v, y u - v.  En particular,
{\displaystyle {\textbf {u}}\cdot {\textbf {v}}=\|{\textbf {u}}\|\,\|{\textbf {v}}\|\cos \theta ,}
donde θ es el ángulo entre los vectores u y v.

### Deducción
La relación básica entre la norma y el producto escalar está dada por
{\displaystyle \|{\textbf {v}}\|^{2}={\textbf {v}}\cdot {\textbf {v}}.}
Entonces
{\displaystyle {\begin{aligned}\|{\textbf {u}}+{\textbf {v}}\|^{2}&=({\textbf {u}}+{\textbf {v}})\cdot ({\textbf {u}}+{\textbf {v}})\\[3pt]&=({\textbf {u}}\cdot {\textbf {u}})+({\textbf {u}}\cdot {\textbf {v}})+({\textbf {v}}\cdot {\textbf {u}})+({\textbf {v}}\cdot {\textbf {v}})\\[3pt]&=\|{\textbf {u}}\|^{2}+\|{\textbf {v}}\|^{2}+2({\textbf {u}}\cdot {\textbf {v}}),\end{aligned}}}
Y de modo parecido
{\displaystyle \|{\textbf {u}}-{\textbf {v}}\|^{2}=\|{\textbf {u}}\|^{2}+\|{\textbf {v}}\|^{2}-2({\textbf {u}}\cdot {\textbf {v}}).}
Las formas (1) y (2) de la identidad de polarización se consiguen al resolver   estas ecuaciones para u · v, mientras que la forma (3) se obtiene al restar estas dos ecuaciones.  (Sumándolas da la ley de paralelogramo)

## Generalizaciones

### Normas
En álgebra lineal, la identidad de polarización se aplica a cualquier norma de un espacio vectorial definida en términos del producto escalar por la ecuación
{\displaystyle \|v\|={\sqrt {\langle v,v\rangle }}.}
Para vectores reales u y v, podemos introducir el ángulo θ utilizando:
{\displaystyle \langle u,\ v\rangle =\|u\|\|v\|\cos \theta \ ;\ (-\pi <\theta \leq \pi )\ ,}
lo cual es aceptable gracias a la desigualdad de Cauchy–Schwarz :
{\displaystyle |\langle u,\ v\rangle |\leq \|u\|\|v\|\ .}
Esta desigualdad asegura que la magnitud del coseno definido arriba será ≤ 1. La elección de la función coseno asegura que cuando  {\displaystyle \langle u,\ v\rangle =0} ( son vectores ortogonales), el ángulo θ = π/2 o −π/2, donde el signo lo determina la orientación en el espacio vectorial.
En este caso, las identidades quedan
{\displaystyle {\begin{aligned}\langle u,v\rangle &={\frac {1}{2}}\left(\|u+v\|^{2}-\|u\|^{2}-\|v\|^{2}\right),\\[3pt]\langle u,v\rangle &={\frac {1}{2}}\left(\|u\|^{2}+\|v\|^{2}-\|u-v\|^{2}\right),\\[3pt]\langle u,v\rangle &={\frac {1}{4}}\left(\|u+v\|^{2}-\|u-v\|^{2}\right).\end{aligned}}}
Inversamente, si una norma en un espacio vectorial satisface la regla de paralelogramo, entonces cualquiera de las identidades de arriba pueden usarse para definir un producto interior compatible.  En análisis funcional, esto es común cuando se quiere hacer de un espacio de Banach  un espacio de Hilbert .

### Números complejos
En álgebra lineal sobre los números complejos,  es común usar un  producto interior sesquilinear, con la propiedad de que {\displaystyle \langle v,u\rangle } es el complejo conjugado de {\displaystyle \langle u,v\rangle }.  En este caso las identidades de polarización estándares solo dan la parte real del producto interior:
{\displaystyle {\begin{aligned}\operatorname {Re} \langle u,v\rangle &={\frac {1}{2}}\left(\|u+v\|^{2}-\|u\|^{2}-\|v\|^{2}\right),\\[3pt]\operatorname {Re} \langle u,v\rangle &={\frac {1}{2}}\left(\|u\|^{2}+\|v\|^{2}-\|u-v\|^{2}\right),\\[3pt]\operatorname {Re} \langle u,v\rangle &={\frac {1}{4}}\left(\|u+v\|^{2}-\|u-v\|^{2}\right).\end{aligned}}}
Utilizando {\displaystyle \operatorname {Im} \langle u,v\rangle =\operatorname {Re} \langle u,-iv\rangle } (siguiendo la convención de que el producto interior sea lineal en la segunda componente), la parte imaginaria del producto interior puede ser recuperada como sigue:
{\displaystyle {\begin{aligned}\operatorname {Im} \langle u,v\rangle &={\frac {1}{2}}\left(\|u-iv\|^{2}-\|u\|^{2}-\|v\|^{2}\right),\\[3pt]\operatorname {Im} \langle u,v\rangle &={\frac {1}{2}}\left(\|u\|^{2}+\|v\|^{2}-\|u+iv\|^{2}\right),\\[3pt]\operatorname {Im} \langle u,v\rangle &={\frac {1}{4}}\left(\|u-iv\|^{2}-\|u+iv\|^{2}\right).\end{aligned}}}

### Polinomios homogéneos de mayor grado
Finalmente, en cualquier de estos contextos estas identidades pueden extenderse a polinomios homogéneos  (esto es, formas algebraicas) de grado arbitrario, donde se la conoce como la fórmula de polarización. Esto está revisado en mayor detalle en el artículo polarización de una forma algebraica.
La identidad de polarización puede establecerse del siguiente modo:
{\displaystyle \langle u,v\rangle =4^{-1}\sum _{k=0}^{3}i^{k}\left\|u+i^{k}v\right\|^{2}.}